# Blakea brasiliensis
Blakea brasiliensis är en tvåhjärtbladig växtart som beskrevs av Célestin Alfred Cogniaux. Blakea brasiliensis ingår i släktet Blakea och familjen Melastomataceae. Inga underarter finns listade i Catalogue of Life.